# Agua fénica
El agua fénica, también conocida como agua fenicada, es una solución acuosa de fenol, comúnmente al 5%, utilizada como desinfectante debido a sus propiedades antisépticas y bactericidas. Su componente principal, el fenol, es un compuesto químico con actividad antimicrobiana frente a bacterias Gram positivas y negativas, algunos virus y ciertos hongos, aunque no es eficaz contra esporas en condiciones normales. Debido a su potencial irritante, su aplicación tópica debe realizarse con precaución, y se emplea en contextos médicos para la desinfección de superficies y lesiones superficiales bajo indicaciones específicas.